# アリアシャブ・ケベコフ
アリアシャブ・アリブラトヴィッチ・ケベコフ（Aliaskhab Alibulatovich Kebekov, 1972年1月1日 - 2015年4月19日）は、チェチェン独立派の野戦指揮官で、国際的に未承認のカフカース首長国の2代アミール（首長）。またダゲスタン共和国の反政府武装組織シャリアト・ジャマートのリーダーでもあった。2015年射殺される1ヶ月前にはアメリカ合衆国国務省グローバルテロリストに指定された。

## 生い立ちと戦士として
ケベコフは1972年1月1日、ダゲスタン自治ソビエト社会主義共和国（現在のダゲスタン共和国）のシャミルスキー州に生まれた。成人になるにつれて近隣のチェチェン共和国独立武装闘争に足を入れ、出身地の反政府武装組織シャリアト・ジャマートのリーダーを任せられ、2010年10月にドク・ウマロフ率いるカフカース首長国に合流し副官になり、カーディー（裁判官）として厳格なシャリーアを基にイジュティハードを基に最終決定し数々の犯罪者を裁くが、イジュティハードやコーランなどの知識を持った人物ではなかった。2013年年末にヴォルゴグラードで発生した2013年12月ヴォルゴグラード同時テロ事件を引き起こす。これがケベコフが初めてテロの指揮を執ることとなった。

## カフカス首長国のアミールとして
2014年3月18日、ウマロフが射殺されると、後任の首長に就任、黒い未亡人による自爆テロを主導した他、2014年10月5日、グロズヌイの市役所で自爆テロを起こしたほか、同年12月4日、2014年グロズヌイの戦闘では直接指揮（指揮は副官のアスラン・ブツカイェフが執った）せずも関与した。
その後ISILのアブー・バクル・アル＝バグダーディーに忠誠を誓い、ISILに合流を表明し、勢力を拡大しようとした矢先となった2015年4月19日、ダゲスタン共和国ブイナクスクで隠れ家に隠れていたもののロシア治安当局によって急襲されて射殺、後任にマゴメド・スレイマノフが就いた。